# ×Elyhordeum rouxii
XElyhordeum rouxii là một loài thực vật có hoa trong họ Hòa thảo. Loài này được (Gren. & Duval) Kerguélen miêu tả khoa học đầu tiên năm 1983.